# 6354 Vangelis
6354 Vangelis (1934 GA) là một tiểu hành tinh vành đai chính được phát hiện ngày 3 tháng 4 năm 1934 bởi Eugène Delporte ở Uccle. The planet bears the namesake of composer / musician, Vangelis.